# 南坡乡
南坡乡，是中华人民共和国广西壮族自治区百色市靖西市下辖的一个乡镇级行政单位。

## 行政区划
南坡乡下辖以下地区：
南坡村、逢鸡村、老桑村、马峒村、明学村、达腊村、书力村、定金村、底定村、果仙村、汤洞村和荷郎村。